# Nacer Chadli
Nacer Chadli (en árabe: ناصر الشادلي; Lieja, 2 de agosto de 1989) es un futbolista belga-marroquí. Juega de centrocampista y su equipo es el SL16 F. C. de la División Nacional 1 de Bélgica.

## Trayectoria

### AGOVV Apeldoorn
Luego de impresionar en las divisiones inferiores del JS Thier-à-Liège, el Standard de Lieja y el MVV Maastricht, atrajo la atención del club neerlandés AGOVV Apeldoorn de la Eerste Divisie. Cuando comenzó sus pruebas en el AGOVV utiliza el pseudónimo de Kaliffe, para evitar que pueda ser rastreado por otros cazatalentos. Anotó su primer gol profesional con el club en un partido contra el FC Volendam en 2007.

### FC Twente
En el verano de 2010 fichó por el FC Twente, y rápidamente se convirtió en titular durante su primera temporada en el club. Anotó su primer gol en la Eredivisie ese mismo año en un partido ante el PSV Eindhoven, dándole así la victoria a su equipo. Debutó en la Liga de Campeones el 14 de septiembre en el empate 2-2 como locales ante el Internazionale. Dos semanas después, el 29 de septiembre, anotó su primer gol en la competición en la visita al Tottenham Hotspur en Inglaterra, y volvió a hacerlo el 2 de noviembre frente al Werder Bremen.

### Inglaterra
Dejó el Twente en el verano de 2013 para fichar por el Tottenham Hotspur de la Premier League de Inglaterra el 26 de julio de 2013.
El 29 de agosto de 2016 la página oficial del West Bromwich Albion confirmaba la contratación del jugador belga por la cantidad de 15 millones de euros.

### Francia y regreso a Bélgica
El 30 de agosto de 2018 el A. S. Monaco hizo oficial su fichaje para las siguientes tres temporadas.
El 11 de agosto de 2019 fue cedido al R. S. C. Anderlecht por una temporada.

## Selección nacional
Al contar tanto con la nacionalidad belga como la marroquí, Chadli podía elegir representar a cualquiera de las dos naciones a nivel internacional. El 28 de enero de 2011 anunció su decisión final de representar a Bélgica e hizo su debut con los Diablos Rojos el 9 de febrero de ese mismo año en un amistoso frente a la selección de Finlandia. Para poder participar de ese partido Chadli tuvo que realizar un cambio único ante la FIFA y así comprometer su carrera internacional con Bélgica en forma definitiva ya que anteriormente había jugado un partido amistoso con la selección de Marruecos.
Chadli anotó su primer gol con Bélgica en un partido de clasificación para la Eurocopa 2012 ante Azerbaiyán.
El 13 de mayo de 2014 el entrenador de la selección belga, Marc Wilmots, incluyó a Chadli en la lista preliminar de 24 jugadores convocados, cuatro de ellos guardametas, que iniciarán la preparación para la Copa Mundial de Fútbol de 2014. El 25 de mayo le fue asignado el número 22 para el torneo.
El 4 de junio de 2018, el seleccionador Roberto Martínez lo incluyó en la lista de 23 para el Mundial. En dicho torneo, la selección de Bélgica alcanzó un histórico tercer lugar.

### Participaciones en Copas del Mundo
| Mundial                        | Sede   | Resultado        |
| ------------------------------ | ------ | ---------------- |
| Copa Mundial de Fútbol de 2014 | Brasil | Cuartos de final |
| Copa Mundial de Fútbol de 2018 | Rusia  | Tercer lugar     |

### Participaciones en Eurocopas
| Eurocopa      | Sede   | Resultado        | Partidos | Goles |
| ------------- | ------ | ---------------- | -------- | ----- |
| Eurocopa 2020 | Europa | Cuartos de final | 2        | 0     |

### Goles internacionales
| #  | Fecha                   | Lugar                                                  | Rival      | Gol   | Resultado | Competición                    |
| -- | ----------------------- | ------------------------------------------------------ | ---------- | ----- | --------- | ------------------------------ |
| 1. | 29 de marzo de 2011     | Estadio Rey Balduino, Bruselas, Bélgica                | Azerbaiyán | 3 – 1 | 4 – 1     | Clasificación Eurocopa 2012    |
| 2. | 29 de febrero de 2012   | Estadio Pankritio, Heraclión, Grecia                   | Grecia     | 1 – 1 | 1 – 1     | Amistoso                       |
| 3. | 10 de octubre de 2014   | Estadio Rey Balduino, Bruselas, Bélgica                | Andorra    | 3 – 0 | 6 – 0     | Clasificación Eurocopa 2016    |
| 4. | 9 de junio de 2017      | A. Le Coq Arena, Tallin, Estonia                       | Estonia    | 0 – 2 | 0 – 2     | Clasificación Mundial 2018     |
| 5. | 14 de noviembre de 2017 | Estadio Jan Breydel, Brujas, Bélgica                   | Japón      | 1 – 0 | 1 – 0     | Amistoso                       |
| 6. | 2 de julio de 2018      | Rostov Arena, Rostov del Don, Rusia                    | Japón      | 3 – 2 | 3 – 2     | Copa Mundial de Fútbol de 2018 |
| 7. | 6 de septiembre de 2019 | Estadio Olímpico de San Marino, Serravalle, San Marino | San Marino | 0 – 3 | 0 – 4     | Clasificación Eurocopa 2020    |
| 8. | 10 de octubre de 2019   | Estadio Rey Balduino, Bruselas, Bélgica                | San Marino | 2 – 0 | 9 – 0     | Clasificación Eurocopa 2020    |

## Clubes
| Club                         | País         | Año       |
| ---------------------------- | ------------ | --------- |
| AGOVV Apeldoorn              | Países Bajos | 2007-2010 |
| F. C. Twente                 | Países Bajos | 2010-2013 |
| Tottenham Hotspur F. C.      | Inglaterra   | 2013-2016 |
| West Bromwich Albion F. C.   | Inglaterra   | 2016-2018 |
| A. S. Monaco F. C.           | Francia      | 2018-2020 |
| R. S. C. Anderlecht (cedido) | Bélgica      | 2019-2020 |
| Estambul Başakşehir F. K.    | Turquía      | 2020-2023 |
| K. V. C. Westerlo (cedido)   | Bélgica      | 2022-2023 |
| K. V. C. Westerlo            | Bélgica      | 2023-2024 |
| SL16 F. C.                   | Bélgica      | 2025-     |

## Palmarés

### Títulos nacionales
| Título                        | Club         | País         | Año  |
| ----------------------------- | ------------ | ------------ | ---- |
| Copa de los Países Bajos      | F. C. Twente | Países Bajos | 2011 |
| Supercopa de los Países Bajos | F. C. Twente | Países Bajos | 2011 |